# 20. Międzynarodowy Festiwal Filmowy w Cannes
20. Międzynarodowy Festiwal Filmowy w Cannes odbył się w dniach 27 kwietnia–12 maja 1967 roku. Imprezę otworzył pokaz francuskiego filmu Zabiłem Rasputina w reżyserii Roberta Hosseina.
Jury pod przewodnictwem włoskiego reżysera Alessandro Blasettiego przyznało nagrodę główną festiwalu, Złotą Palmę, brytyjskiemu filmowi Powiększenie w reżyserii Michelangelo Antonioniego. Drugą nagrodę w konkursie głównym, Grand Prix, przyznano ex aequo jugosłowiańskiemu filmowi Spotkałem nawet szczęśliwych Cyganów w reżyserii Aleksandra Petrovicia oraz brytyjskiemu filmowi Wypadek w reżyserii Josepha Loseya.

## Jury Konkursu Głównego
- Alessandro Blasetti, włoski reżyser − przewodniczący jury[3]
- Georges Lourau, francuski producent filmowy − wiceprzewodniczący jury
- Siergiej Bondarczuk, rosyjski reżyser
- René Bonnell, francuski producent filmowy
- Jean-Louis Bory, francuski krytyk filmowy
- Miklós Jancsó, węgierski reżyser
- Claude Lelouch, francuski reżyser
- Shirley MacLaine, amerykańska aktorka
- Vincente Minnelli, amerykański reżyser
- Georges Neveux, francuski pisarz
- Gian Luigi Rondi, włoski krytyk filmowy
- Ousmane Sembène, senegalski reżyser

## Filmy na otwarcie i zamknięcie festiwalu
|             | Tytuł             | Reżyseria            | Kraj    |
| ----------- | ----------------- | -------------------- | ------- |
| Otwierający | Zabiłem Rasputina | Robert Hossein       | Francja |
| Zamykający  | Batouk            | Jean-Jacques Manigot | Francja |